# Старомавринский
Старомавринский — хутор в Гулькевичском районе Краснодарского края России. Входит в состав Отрадо-Кубанского сельского поселения.

## Население
| 2002 | 2010 |
| ---- | ---- |
| 56   | ↘17  |

## Улицы
- ул. Коммунистическая,
- ул. Привольная[5].